# منازل‌السائرین
منازل السائرین کتابی از خواجه عبدالله انصاری و از مهمترین آثار در زمینه عرفان عملی و سیروسلوک است و مدتها در حوزه‌های علمیه تدریس می‌شده است. در این کتاب پیرامون صد مقام که فراروی سالک الی الله قرار دارد، بحث شده است. خواجه عبدالله در سال ۴۴۸ق. کتاب صد میدان را تألیف و ۲۷ سال پس از آن، منازل السائرین را املا کرد. این کتاب با صد میدان، در ۵۱ میدان مشترکند. منازل السائرین با یقظه و سپس توبه شروع شده و به توحید می‌انجامد. شرح سلیمان بن علی تلمسانی و [به‌ویژه] کمال‌الدین عبدالرزاق کاشانی از مهمترین شرحهای بر این کتاب است. سید روح‌الله خمینی ره منازل السائرین را در محضر آیت‌الله محمدعلی شاه‌آبادی فراگرفت و سالها درس اخلاق خود را در حوزه علمیّه بر پایه آن کتاب ایراد کرد. متن عربی این کتاب به همراه ترجمۀ فارسی آن توسط عبدالغفور روان فرهادی در انتشارات مولی تهران منتشر شده است. در این چاپ ابواب علل المقامات و صد میدان با متن کتاب منازل تطبیق داده شده و هر یک از منزل‌ها از روی دیگر آثار خواجه شرح شده است.

## منازل
منازل صدگانه:
1. بدایت‌ها: یقظه، توبه، محاسبه، إنابه، تفکر، تذکر، اعتصام، فِرار، ریاضت و سماع؛
2. ابواب: حزن، خوف، اشفاق، خشوع، اخبات، زهد، ورع، تبتل، رجاء، رغبة؛
3. معاملات: رعایت، مراقبت، حرمت، اخلاص، تهذیب، استقامت، توکل، تفویض، ثقة و تسلیم؛
4. اخلاق: صبر، رضا، شکر، حیاء، صدق، ایثار، خلق، تواضع، فتوت و انبساط؛
5. اصول: قصد، عزم، اراده، ادب، یقین، انس، ذکر، فقر، غنا و مراد؛
6. وادی‌ها: احسان، علم، حکمت، بصیرت، فراست، تعظیم، الهام، سکینه، طمأنینه و همت؛
7. احوال: محبت، غیرت، شوق، قَلَق، عطش، وجد، دهشت، هیمان، برق و ذوق؛
8. ولایات: لحظ، وقت، صفا، سرور، سِرّ، نفَس، غربت، غرق، غیبت و تمکّن؛
9. حقایق: مکاشفه، مشاهده، معاینه، حیات، قبض، بسط، سُکر، صحو، اتصال و انفصال؛
10. نهایات: معرفت، فناء، بقا، تحقیق، تلبیس، وجود، تجرید، تفرید، جمع، توحید.

## شروح
معروف‌ترین شرح‌ها عبارتند از:
1. شرح سدیدالدین عبدالمعطی، (نخستین شرح در اوایل قرن هفتم)
2. شرح سلیمان بن علی بن عبدالله تلمسانی، (متوفی ۶۹۰ ق)[۲]
3. شرح احمد بن ابراهیم واسطی به نام «تنزّل السافرین»، (متوفی ۷۱۱ق)
4. شرح عبدالغنی بن عبدالخلیل تلمسانی.
5. شرح شمس‌الدین تستری، (اوایل قرن هشتم)
6. شرح محمود بن محمود درکزینی، (متوفی ۷۴۳ق)
7. شرح شمس‌الدین محمد بن ابی بکر، معروف به ابن قیّم جوزیه، (متوفی در سال ۷۵۱)، به نام مدارج السالکین بین منازل إیاک نعبد و إیاک نستعین
8. شرح کمال‌الدین عبدالرزاق کاشانی، که نگارش آن در بین سالهای ۷۲۸ تا ۷۳۵ هجری قمری صورت گرفته است.
9. شرح علی شیروانی، با عنوان «صد مقاله عرفانی» شرحی عمومی تر و گسترده‌تر است.
10. شرح اسماعیل منصوری لاریجانی، شرحی سلیس[۳]